# Etienne Stott
Etienne Stott (* 30. června 1979 Manchester, Anglie) je britský vodní slalomář, kanoista závodící v kategorii C2. Jeho partnerem v lodi je Timothy Baillie.
Na Mistrovství Evropy 2009 získal bronzovou medaili v individuálním závodě C2 a stříbrnou v závodě družstev C2. Další cenné kovy na evropském šampionátu vybojoval v letech 2010 (bronz) a 2012 (zlato), vždy v závodě družstev. Z mistrovství světa si přivezl tři bronzy (2009, 2011 a 2015) z týmového závodu. Individuální zlatou medaili v C2 získal na Letních olympijských hrách 2012 v Londýně.